# شتيفان غريم
شتيفان غريم (بالألمانية: Stefan Grimm)‏ هو أحيائي ألماني، ولد في 1963، وتوفي في 25 سبتمبر 2014.